# Premio Nacional de Investigación Santiago Ramón y Cajal
El Premio Nacional de Investigación Santiago Ramón y Cajal es un premio de biología convocado por el Ministerio de Ciencia, Innovación y Universidades de España.
El premio se instauró en 2001 y pertenece junto con otros nueve premios a los Premios Nacionales de Investigación.
El objetivo de todos estos premios es el reconocimiento de los méritos de las científicos o investigadores españoles que realizan una «una gran labor destacada en campos científicos de relevancia internacional, y que contribuyan al avance de la ciencia, al mejor conocimiento del hombre y su convivencia, a la transferencia de tecnología y al progreso de la Humanidad». 

## Premiados
| Año  | Investigador                   | Trabajo |
| ---- | ------------------------------ | --- |
| 1967 | Ricardo Martínez Rodríguez     | Historia del metabolismo de los neurotransmisores. |
| 1969 | Andrés Chordi Corbo            | Antígenos de la fracción subcelular . |
| 1995 | Antonio García-Bellido         | Análisis de Mecanismos Morfogenéticos en Drosophila . |
| 1999 | Margarita Salas                | Replicación y transcripción del bacteriófago ø29. |
| 2002 | Ginés Morata Pérez             | Caracterización funcional de genes reguladores en el desarrollo embrionario. |
| 2004 | Jesús Ávila de Grado           | Morfología y funcionalidad de las neuronas, procesos neurovegetativos como la enfermedad de Alzheimer. |
| 2006 | Joan Modolell Mainou           | Análisis molecular de los genes que controlan el desarrollo del sistema nervioso. |
| 2008 | Carlos López Otín              | Descubrimiento y caracterización de proteasas implicadas en diversos procesos fisiológicos y patológicos. |
| 2010 | María Antonia Blasco Marhuenda | Aportaciones pioneras a la biología de los telómeros y la telomerasa. |
| 2014 | Joan Massagué                  | Por sus contribuciones excepcionales al campo de la oncología. |
| 2019 | María Ángela Nieto             | Por su trabajo pionero en el estudio de la transición epitelio-mesénquima, un proceso biológico transcendente en la comprensión del origen del cáncer y las enfermedades degenerativas del envejecimiento.                                                                                          |
| 2020 | Francisco Sánchez Madrid       | Por su contribución a la investigación biomédica en el ámbito de los procesos de comunicación intercelular, adhesión, migración y activación de los leucocitos y por el impacto que ésta ha tenido en el estudio de las enfermedades inflamatorias crónicas.                                        |
| 2021 | Purificación Muñoz Cánoves     | Por la contribución de sus investigaciones en células madre dentro de los ámbitos de la regeneración muscular y el envejecimiento. |
| 2022 | Mariano Barbacid               | "Por sus contribuciones pioneras e internacionalmente reconocidas en el campo de la oncología molecular, donde ha alcanzado posiciones de liderazgo mundial además de contribuir al desarrollo de la investigación en cáncer en España y a la formación de una nueva generación de investigadores". |